# Port lotniczy Martynika
Port lotniczy Martynika – jedyny port lotniczy Martyniki, zlokalizowany w Le Lamentin. Został otwarty w 1950 roku.

## Statystyki
Zobacz zapytanie i odniesienia źródłowe Wikidata o wartości.

## Linie lotnicze i połączenia
| Linia lotnicza             | Kierunek                                                                                   |
| -------------------------- | ------------------------------------------------------------------------------------------ |
| Air Antilles Express       | 1. Barbados 2. Castries 3. Douglas–Charles 4. Pointe-à-Pitre 5. Santo Domingo-Las Américas |
| Air Canada                 | 1. Montreal-Trudeau Sezonowo: 1. Toronto-Pearson (od 16 grudnia 2023)                      |
| Air Caraïbes               | 1. Paryż-Orly 2. Pointe-à-Pitre                                                            |
| Air France                 | 1. Kajenna 2. Paryż-Charles de Gaulle 3. Paryż-Orly 4. Pointe-à-Pitre                      |
| Air Transat                | Sezonowo: 1. Montreal-Trudeau                                                              |
| American Eagle             | 1. Miami                                                                                   |
| Condor                     | Sezonowe czartery: 1. Düsseldorf 2. Frankfurt                                              |
| Corsairfly                 | 1. Paryż-Orly Sezonowo: 1. Nantes                                                          |
| Eurowings Discover         | Sezonowe czartery: 1. Frankfurt                                                            |
| Gol Transportes Aéreos     | Sezonowe czartery: 1. São Paulo-Guarulhos                                                  |
| ITA Airways                | Sezonowe czartery: 1. Rzym-Fiumicino                                                       |
| Sky High Aviation Services | 1. Hawana 2. Santo Domingo-Las Américas                                                    |
| Sunrise Airways            | 1. Port-au-Prince                                                                          |
| Sunrise Airways            | Sezonowe czartery: 1. Mediolan-Malpensa                                                    |